# Oecophylla crassinoda
Oecophylla crassinoda é uma espécie de formiga do gênero Oecophylla, pertencente à subfamília Formicinae.